# Azeri-Chirag-Guneshli
Azeri-Chirag-Güneshli est un important complexe de gisements pétroliers. Il se situe en offshore dans la mer Caspienne, à 120 km des côtes de l'Azerbaïdjan. Il possèderait de 5 à 6 Gbbl de réserves.  
Le développement en a été confié à BP en 1994, dans le cadre de ce que les milieux pétroliers prirent l'habitude d'appeler le « contrat du siècle ».
Au XXIe siècle, c'est l'un des plus grands projets pétroliers en développement dans le monde, et le deuxième en mer Caspienne après Kashagan. La production a commencé en 1997 dans une partie du gisement, et elle se développe par phase, l'objectif étant d'atteindre un Mbbl/j en 2009, soit plus de 1 % de la production mondiale. La dernière phase du développement, la partie est de Güneshli, est entrée en production en avril 2008, avec la mise en service d'une nouvelle plate-forme.  
Une grande partie de la production emprunte l'oléoduc Bakou-Tbilissi-Ceyhan.
Les champs ACG ont estimé les réserves récupérables d'environ 5 à 6 milliards de barils (790 à 950 millions de mètres cubes) de pétrole. À la fin de 2005, le taux de production de huit puits pré-forés sur la plate-forme était d'environ 240 000 barils par jour (38 000 m3/j).  
Le pic de production de pétrole, 835 000 barils par jour (132 800 m3 / j), a été atteint au troisième trimestre de 2010. Au premier trimestre de 2012, la production de pétrole était d'environ 710 000 barils par jour (113 000 m3 / j).
BP rapporte que le pétrole brut d'ACG est exporté par l'oléoduc Bakou-Tbilissi-Ceyhan vers la Méditerranée et l’Oléoduc Bakou-Soupsa vers Soupsa en Géorgie, ainsi que par l’Oléoduc Bakou-Novorossiisk jusqu'à Novorossisk en Russie. On croit également qu'il existe de grandes réserves de gaz inexploitées sous les champs pétrolifères d'ACG. Selon les médias, selon l'American Consulting Association IHS CERA (Cambridge Energy Research Associates), l'Azeri-Chirag-Gunashli est le troisième plus grand développement pétrolier sur les 20 répertoriés. L'investissement total est estimé à 20 milliards de dollars américains. Selon les rapports de 2008, le pétrole provenant du champ ACG représente près de 80 % de la production pétrolière totale de l'Azerbaïdjan et devrait rapporter à l'Azerbaïdjan des bénéfices potentiels de 80 milliards de dollars,,,. 

## Histoire
La formation du développement Azeri-Chirag-Gunashli a commencé au début des années 1990. En janvier 1991, le gouvernement azerbaïdjanais a annoncé des appels d'offres internationaux distincts pour l'exploration des champs Azéris, Chirag et Gunashli. En juin 1991, un consortium d'Amoco, d'Unocal, de British Petroleum, de Statoil, de McDermott et de Ramco a été formé pour le développement du champ azéri. L'Azerbaïdjan était représenté dans le consortium par SOCAR. Les négociations ont été élargies pour inclure les trois domaines. Après la nomination de Heydar Aliyev à la présidence de l'Azerbaïdjan en 1993, les négociations avec les entreprises étrangères ont été interrompues et Lukoil a été invité au consortium. Les négociations ont repris en 1994,,,.
L'accord de partage de production a été signé par les parties le 20 septembre 1994 pour le développement des champs pendant 30 ans. Le jour de la signature de l'accord PSA est célébré comme le jour des travailleurs du pétrole en Azerbaïdjan. 
Lors de la première étape, le consortium a commencé le forage de développement du champ de Chirag en août 1997. Le premier pétrole a été produit en novembre 1997. Cette phase de développement était également connue sous le nom d’Early Oil Project (EOP). À l'origine, le pétrole produit était exporté par l'oléoduc Bakou-Novorossisk. Un contrat sur le transport du pétrole via la Russie vers le port de Novorossisk, en mer Noire, a été signé le 18 février 1996. Le transport du pétrole par le pipeline a commencé le 25 octobre 1997.
Pour la diversification des routes d'exportation, la construction d’Oléoduc Bakou-Soupsa a été décidée en 1996. Le pipeline est devenu opérationnel en 1998 et a été officiellement inauguré en 1999. Sur le terrain de Chirag, le projet d'injection d'eau a été mis en œuvre en 1999 mis à jour en 2000.
Lukoil s'est retiré du projet en 2003 en vendant toute sa participation à INPEX. L'accord a été scellé pour 1,354 milliards de dollars.
La deuxième étape du développement a consisté à développer le champ azéri. Le développement du champ azéri a débuté en 2002. Les quartiers centraux azéris sont arrivés à Bakou en juillet 2003 et les modules de forage sont arrivés à Bakou en juillet 2003. La veste centrale Azeri a été achevée en mars 2004. Pour l'ajout d'huile, le terminal de Sangatchal a été amélioré. Mars 2003. Après l'installation du gazoduc Central Azeri, la plate-forme Central Azeri a été lancée en juillet 2004. La plate-forme a été installée en octobre 2004 et la production a commencé en février 2005. La plate-forme centrale de compression et d'injection d'eau azérie a été lancée en juillet 2005. Il a injecté le premier gaz en mai 2006.
Les modules de forage Azeri occidental arrivent à Bakou en août 2004 et la plateforme a été lancée en mai 2005. Les topsides de la plateforme ont été installés en septembre 2005 et la production a commencé en janvier 2006.
Les modules et quartiers de forage Azeri oriental sont arrivés à Bakou en juin 2005 et la plate-forme a été lancée en mars 2006. La partie supérieure a été installée en mars 2006 et la production a débuté en octobre 2006.
Le programme de pré-forage de « Deepwater Gunashli » a débuté en décembre 2005. Les modules de forage et les quartiers sont arrivés à Bakou en juin 2006. La plateforme est devenue opérationnelle en avril 2008.
Le 23 novembre 2009, Devon Energy a annoncé qu'elle allait vendre sa participation dans ACG. Le 29 mars 2013, Hess a vendu sa participation à ONGC pour 1 milliard de dollars. 
Le 14 septembre 2017, le gouvernement d'Azerbaïdjan et la compagnie pétrolière d'État de la République d'Azerbaïdjan (SOCAR), BP, Chevron, INPEX, Equinor, ExxonMobil, TP, ITOCHU et ONGC Videsh ont signé un accord pour prolonger le PSA pour ACG champs jusqu'en 2049.
Le 19 avril 2019, les actionnaires d'ACG-BP et de SOCAR ont signé un nouveau contrat d'une valeur de 6 milliards de dollars dans le cadre du projet de plateforme Azeri Central East (ACE). La construction commencera en 2019 et se poursuivra jusqu'au milieu de 2022. Le projet devrait atteindre sa première production en 2023. 
La construction de la plateforme créera jusqu’à 8000 emplois, prévoient BP et ses partenaires, le groupe public azerbaïdjanais SOCAR (25% du gisement) et les pétroliers Chevron (9,57%) et ExxonMobil (6,79 %).

## Possession
Les actionnaires du développement Azeri-Chirag-Gunashli incluent BP avec 35,78 % des parts, SOCAR (11,64 %), Chevron Corporation (10,28 %), Inpex (10,96 %), Equinor (8,56 %), ExxonMobil (8,00 %), TPAO (6,75 %), Itochu (4,3 %) et ONGC Videsh (2,72 %). BP avec un intérêt majeur dans la propriété dirige le consortium AIOC.
En vertu d'un accord de 2017 visant à étendre le partage de la production à 2049, l'intérêt de SOCAR, la compagnie énergétique nationale azérie, passerait à 25 % tandis que les intérêts des autres actionnaires seraient réduits.

## Production
Avec 3 étapes terminées et 7 plates-formes opérationnelles fonctionnelles, la production totale d'Azeri-Chirag-Gunashli s'élève à plus de 1 million de barils (160 000 m3) par jour. Au cours des trois premiers trimestres de 2009, plus de 224 millions de barils (35,6 × 106 m3) de pétrole ont été produits à partir des plates-formes de Chirag, d'Azeri central, d'Azeri occidental, d'Azeri oriental et de « Deep Water Gunashli ». Selon le rapport de BP, Chirag comptait 19 puits en exploitation (dont 13 producteurs de pétrole et 6 injecteurs d'eau) avec une production globale de 105 300 b / j (16 740 m3 / j). L'Azeri central (CA) comptait 18 puits (dont 13 producteurs de pétrole et 5 injecteurs de gaz) avec une production de 185 800 b / j (29 540 m3 / j). 
L'Azeri Occidental comptait 18 puits en exploitation (dont 14 producteurs de pétrole et 4 injecteurs d'eau produisant 275 200 barils par jour (43 750 m3 / j). L'Azeri de l'Est comptait 13 puits (dont 9 sont producteurs de pétrole et 4 - injecteurs d'eau) avec une production globale de 139 400 barils par jour (22 160 m3 / j) pour les trois premiers trimestres de 2009. « Deep Water Gunashli » (DWG) comptait 17 puits (9 producteurs de pétrole et 8 exploitation avec une production de 116 400 barils par jour (18 510 m3 / j) de pétrole. 
L'Azerbaïdjan reçoit également environ 10 à 11 millions de mètres cubes (350 à 390 millions de pieds cubes) de gaz de tête par jour extrait du bloc ACG. Le gaz est fourni gratuitement par BP. L'Azerbaïdjan a reçu plus d'un milliard de mètres cubes de gaz provenant de ces champs au 1er trimestre 2009. La récupération actuelle atteint près de 27 millions de mètres cubes de gaz de tête par jour. Une partie du gaz est acheminée vers le réseau national de transport de gaz de l'Azerbaïdjan. Certains sont utilisés comme source de carburant sur les plates-formes.
Le gaz de tête de carter des plates-formes dans les parties centrales, occidentales et orientales du champ azéri est fourni au terminal de Sangachal via un gazoduc sous-marin de 28 pouces au système de distribution d'Azerigaz CJSC pour être utilisé sur le marché local. Une partie du gaz de tête de tubage extrait à la plate-forme de Chirag est dirigée vers la station de compression de SOCAR (la compagnie pétrolière d'Etat d'Azerbaïdjan) vers le champ « Oil Rocks » via un gazoduc sous-marin de 16 pouces. Le reste du gaz des plates-formes Azeri-Chirag-Guneshli est pompé à travers un pipeline de gaz sous-marin intra-champ vers une plate-forme pour un pompage répété dans une couche pour supporter la pression de la couche.
En septembre 2009, 164,2 millions de tonnes de pétrole et 37 milliards de mètres cubes de gaz ont été produits et 80,3 millions de mètres cubes d'eau et 13 milliards de mètres cubes de gaz ont été injectés en couches depuis le début de la production dans les champs ACG en 1997. 
En septembre 2021, la production totale de pétrole du bloc des champs pétroliers d'Azeri-Chirag-Guneshli atteignait 4 milliards de barils. 